# Heniocha marmoris
Heniocha marmoris är en fjärilsart som beskrevs av  1920. Heniocha marmoris ingår i släktet Heniocha och familjen påfågelsspinnare. Inga underarter finns listade i Catalogue of Life.